# Zlo pod sluncem
Zlo pod sluncem je detektivní román anglické spisovatelky Agathy Christie z roku 1941. V češtině román poprvé vyšel v roce 2003 v překladu Ivany Štěpánkové. V roli vyšetřovatele se v něm objevuje soukromý detektiv Hercule Poirot, který se s vraždou setkává i během pobytu v letovisku na pobřeží Devonu. Obětí je atraktivní herečka Arlena Marshallová, avšak ke zločinu dojde na obtížně přístupné pláži v Zátoce skřítků pod hotelem, a většina osazenstva hotelu má navíc na dobu jeho spáchání alibi. Román je známý svým překvapivým rozuzlením, klade však také otázky po podstatě zla a tematizuje vnímání žen ve společnosti. Popularita knihy vzrostla po natočení filmové adaptace s Peterem Ustinovem v roce 1982.

## Děj
Hercule Poirot tráví letní dovolenou v hotelu na ostrůvku na pobřeží Devonu. Na témže místě pobývá také atraktivní herečka Arlena Marshallová s rodinou – manželem Kennethem a šestnáctiletou nevlastní dcerou Lindou, která matku nenávidí. Mezi další hosty hotelu patří mladý Patrick Redfern, s nímž k nelibosti jeho ženy, bývalé učitelky Christine, Arlena flirtuje, poněkud humpolácký sir Horace Blaggart, někdejší důstojník a velmi hovorný společník major Barry, vyhlášená módní návrhářka Rosamund Darnleyová, americká turistka Carrie Gardenerová s manželem Odellem, nábožensky zapálený reverend Stephen Lane, fyzicky zdatná slečna Emily Brewsterová a několik dalších rodin. Emily Brewsterová při jedné ze svých ranních vyjížděk na člunu společně s Patrickem Redfernem zahlédne na obtížně přístupné pláži v Zátoce skřítků mrtvou Arlenu, uškrcenou „velkýma rukama“ a začíná vyšetřování.
Pátrání po vrahovi se spolu s Poirotem ujímá inspektor Colgate. Během výslechů osob, které byly v době vraždy na ostrově, Kenneth Marshall tvrdí, že byl ve svém pokoji a psal na stroji dopisy, Rosamund si četla nad zátokou, Blatt byl na moři, Linda a Christine šly společně plavat a vrátily se až v 11.45. Po poledni hrála společnost tenis. Poirot se také dozví, že kolem poledne se někdo v hotelu myl ve vaně, avšak není jasné, kdo to byl; další záhadou je lahvička, kterou někdo vyhodil z okna hotelu do moře. Poirot pozve přítomné na výlet, během kterého má odhalit, jak reagují na výšky – osoba, která Arlenu zavraždila, totiž musela sestoupit na pláž po žebříku. Linda se pokusí o sebevraždu prášky na spaní a zanechá dopis, ve kterém se přiznává k vraždě – jak se později ukáže, je to jen proto, že se domnívá, že svou nenáviděnou nevlastní matku zabila magickým obřadem.
Poirot požádá policii o informace k podobným případům a dozví se o uškrcení Alice Corriganové, kterou nalezla učitelka tělocviku, zatímco její podezřelý manžel měl alibi. Na základě fotografií z případu je odhaleno, že manželem byl Patrick Redfern a učitelkou Christine, tehdy ještě Christine Deverillová. Podobnou metodu zopakovali u vraždy Arleny, které se potřebovali zbavit, aby nevyšlo najevo, že se Patrick zmocnil padesáti tisíc liber z jejího dědictví. Christine při koupání posunula Lindiny hodinky o dvacet minut dopředu, aby si zajistila alibi, použila samoopalovací krém (lahvičku vyhodila z okna) a na pláži v Zátoce skřítků hrála roli mrtvé Arleny, aby ji Emily a Patrick „objevili“. Skutečná Arlena byla mezitím ukryta v jeskyni a zavražděna až posléze. Christine ze sebe pak smyla opálení ve vaně, a oba vrahové tudíž byli mimo podezření. Román končí Poirotovým ubezpečením Lindy, že je nevinná a že svou příští nevlastní matku již nenávidět nebude, protože její otec dává dohromady se svou dávnou láskou Rosamund.

## Přijetí a interpretace
Dobová kritika román přijala velmi pozitivně. Isaac Anderson v The New York Times poznamenal, že vražda je až příliš promyšlená na to, aby mohla být realisticky takto spáchána bez toho, aby se něco pokazilo, ale že Poirotovy úvahy jsou jako vždy bezchybné a kniha se zařazuje mezi autorčiny úspěšné detektivní romány. Maurice Richardson pro The Observer uvedl, že kniha je „lehounká jako suflé“ a „senzační odhalení“ pachatele musí čtenáře dostat. Knihu považoval za nejlepší spisovatelčino dílo od Deseti malých černoušků.
Matthew Bunson uvedl, že román patří v rámci autorčiny tvorby ke čtenářsky nejoblíbenějším. Zápletka podle něj může připomínat některá jiná autorčina díla – román Smrt na Nilu (1937) a povídky Krev na chodníku (1932) a Rhodský trojúhelník (1937). Podle J. C. Bernthala je román jedním ze známějších děl Agathy Christie, a to zčásti i díky adaptaci z roku 1982 – před touto adaptací mu nebyla věnována větší pozornost. Bernthal také poznamenal, že román se, ve srovnání s filmem, méně soustředí na půvaby lokací a pojednává spíše o otázkách eskapismu a o chování společnosti k ženám. O oběti Poirot prohlásí, že byla nikoliv osudově přitažlivou pro muže, ale především ženou osudně přitahovanou muži, čímž se dostala do role oběti – motivem pro vraždu ovšem nebyla láska, nýbrž materiální zájmy.
Také R. A. York interpretoval knihu jako řešení zločinu prostřednictvím porozumění lidskému charakteru – Arlena Marshallová je většinou postav vnímána jako aktivní svůdnice, ve skutečnosti je však smutnou obětí mužské dominance a vykořisťování, které nakonec vede až k vraždě. Přestože je druhý pohled správný, a nakonec vede k identifikaci pachatele, kniha čtenáře dlouho zavádí k nesprávným domněnkám prostřednictvím stereotypizujícího pohledu na Arlenu jakožto atraktivní a přelétavou herečku. S podobným (byť v detailech výrazně odlišným) konceptem chybné představy o povaze člověka pracovala Agatha Christie také v románu Zapomenutá vražda. Kniha byla napsána v roce 1939, kdy byla druhá světová válka na spadnutí, a prostředí předválečného dovolenkového resortu bylo ve válečných letech pro čtenáře vítaným rozptýlením od katastrofických událostí odehrávajících se ve světě. Bruce Pendergast podle zmínky o Mussolinim usoudil, že kniha se musí odehrávat v srpnu 1938 nebo v srpnu 1939.
Název knihy odkazuje k biblickému citátu: „Zlo, jež jsem pod sluncem vídal, je omyl, k němuž dochází u mocnáře“, Kaz 10, 5 (Kral, ČEP) a ke křesťanskému konceptu zla, kniha však současně pracuje s „banálním zlem“ arendtovského typu. Reverend Stephen Lane se štítí Arleniny najevo dávané ženskosti a říká o ní: „Ona byla Zlo! Zosobněné zlo! Přitahovalo ji vše nízké v mužově přirozenosti. Byla žena jako Jezebel. Byla skolena uprostřed své hříšnosti!“ Také pro „maskulinní“ Emily Brewsterovou je přehnaná a transgresivní Arlenina feminita zosobněním zla. Skutečné zlo, které je příčinou vraždy, respektive vražd, je nicméně velmi prozaické a spojené s touhou po obohacení.

## Adaptace
Román byl několikrát adaptován. Film Zlo pod sluncem (1982), který režíroval Guy Hamilton a ve kterém Poirota představoval Peter Ustinov, přesunul dějiště z anglického pobřeží na malebný ostrov ve Středozemním moři. Kromě lokací a kostýmů je na této adaptaci oceňováno i hvězdné herecké obsazení.
V roce 2001 byla na devonském ostrově Burgh Island, který prostředí inspiroval, natočena epizoda série Agatha Christie's Poirot s Davidem Suchetem. Ostrov se v roce 2007 stal modelem i pro videohru Agatha Christie: Evil Under the Sun společnosti Adventure Company. Francouzský komiks z roku 2012 zpracovávající děj románu napsal Didier Quella-Cuyo a nakreslil Thierry Joliet. Z roku 2019 pak pochází francouzská televizní adaptace – epizoda seriálu Les Petits Meurtres d'Agatha Christie.